# Cariatees
Les Cariatees (en grec antic: Καρυάτεια) eren un festival celebrat cada any a Càries de Lacònia en honor d'Àrtemis, anomenada Cariatis en referència a Càries.
Durant la festa, noies verges realitzaven unes danses peculiars i cantaven himnes, segons Pausànies i Llucià de Samòsata. La festa tenia gran antiguitat: s'explica que, durant la Segona guerra messènica, Aristòmenes es va emportar les verges lacedemònies que ballaven a Càries en honor d'Àrtemis.
Potser va ser a partir d'aquesta dansa que els artistes grecs van donar el nom de cariàtides a les figures femenines que s'utilitzaven en arquitectura en lloc de columnes. Vitruvi, sobre l'origen d'aquestes figures, explica que la ciutat de Càries es va passar als perses després de la Batalla de les Termòpiles l'any 480 aC i que els aliats grecs van destruir la ciutat, van matar tots els homes i van prendre presoneres a les dones. Per commemorar aquesta desgràcia s'haurien representat dones a les columnes, però es tracta d'una història poc creïble, atès que l'ús de figures femenines a les columnes és molt anterior a aquesta data.